# Galearctus aurora
Galearctus aurora is een tienpotigensoort uit de familie van de Scyllaridae. De wetenschappelijke naam van de soort is voor het eerst geldig gepubliceerd in 1982 door Holthuis.